# ری هو-جون
ری هو-جون (انگلیسی: Ri Ho-jun؛ زادهٔ ۱ دسامبر ۱۹۴۶) تیرانداز اهل کره شمالی است.
از افتخارات وی میتوان به کسب مدال طلا تفنگ درازکش ۵۰ متر در بازی‌های المپیک تابستانی ۱۹۷۲ اشاره کرد.